# 塞雷納酒店
塞雷納酒店（英語：Serena Hotels）是一家酒店公司，在東非、非洲南部和南亞經營高檔酒店和度假村。
塞雷納由36間豪華度假村、野生動物園旅館和酒店組成，分佈在東非（肯亞、坦尚尼亞、盧安達、烏干達和莫三比克）、中亞和南亞（巴基斯坦、阿富汗和塔吉克）。
2021年4月，在奎達的一家酒店遭到炸彈襲擊，造成5人死亡。

## 外部連結
- 维基共享资源上的相關多媒體資源：塞雷納酒店
- 官方网站